# Долгоруков, Даниил Иванович
Князь Даниил Иванович Долгоруков († 1626) — воевода и окольничий в Смутное время и во времена правления царя Михаила Фёдоровича. Рюрикович в XXII колене.
Сын князя Ивана Андреевича Долгорукова-Шибана. Имел брата — князя Фёдора Ивановича.

## Биография
Воевода, послан князем Мстиславским с войском к Путивлю против поляков (11 апреля 1613). Назначен 1-м воеводой в Тверь «и по челобитью Тверич князь Данилу во Твери быть не велено» (1614). Назначен быть при размене пленных и переназначено — отправиться в Калугу (декабрь 1614). Встречал в санях английского посла (27 декабря 1624). Первый воевода в Калуге, в декабре велено идти в Брянск и оттуда идти на литовских людей, а воинским людям собираться у него в Калуге (1615). Первый воевода в Калуге, должен был очистить Рославльский уезд от поляков, для чего пошёл к Дорогобужу, но поляки отошли к Смоленску, и ему велено обождать, после отозван в Москву (1616). Присутствовал на 2-й встрече персидского посла (18 ноября 1617) и его отпуске (04 января 1618), по этому поводу, его родственник А. Г. Долгорукий-Чертёнок местничал с ним и просил записать их в ровень (1617).На случай осады Москвы королевичем Владиславом, должен был защищать Калужские ворота (сентябрь 1618). Пожалован в окольничии (06 декабря 1622). Послан для размена пленными с крымцами (1623). Исполнял дворцовые службы: встречал и провожал послов, часто приглашаем к Государеву столу (1623—1625). На свадьбе царя, был у царицы «в конюшево место» и ходил за санями (19 сентября 1624). Обедал у Государя (21 декабря 1624) и за местничество с Фёдором Ивановичем Шереметьевым, посажен в тюрьму: «и послан князь Данила в тюрьму и сидел 4 дня. А на праздник Рождества Христово Государь пожаловал, из тюрьмы выпустить велел, а со двора съезжать ему не велено до Государева указу». На второй свадьбе Государя, распоряжался поезжанами у царицыных саней (05 февраля 1626). Послан на Валуйки для размена пленных, где и скончался († 1626).
Владел поместьями и вотчинами в Московском уезде.

## Критика
При Лжедмитрии I (1605—1606) он был окольничим, но при вступлении на престол царя Михаила Фёдоровича (1613), видимо не писался таким. Посылал «карего бобра» и бил челом Петру Сапеге, где называл себя окольничим Государя Дмитрия Ивановича.
Год смерти князя Даниила Ивановича у П. В. Долгорукова и в Русском биографическом словаре означен († 1627), на самом деле он умер в конце июля или начале августа († 1626), что явствует из донесения дьяка Ивана Михайловича и подтверждается тем, что при приёме шведского посла для парада (22 ноября 1626) уже не он, а его жена выставляла людей

## Семья
Жена: Мария Алексеевна — на свадьбе Государя была 2-й свахой с Государевой стороны (1624), имела поместья в Малоярославецком уезде.
- сын Григорий Данилович.